# لاهوت سلبي

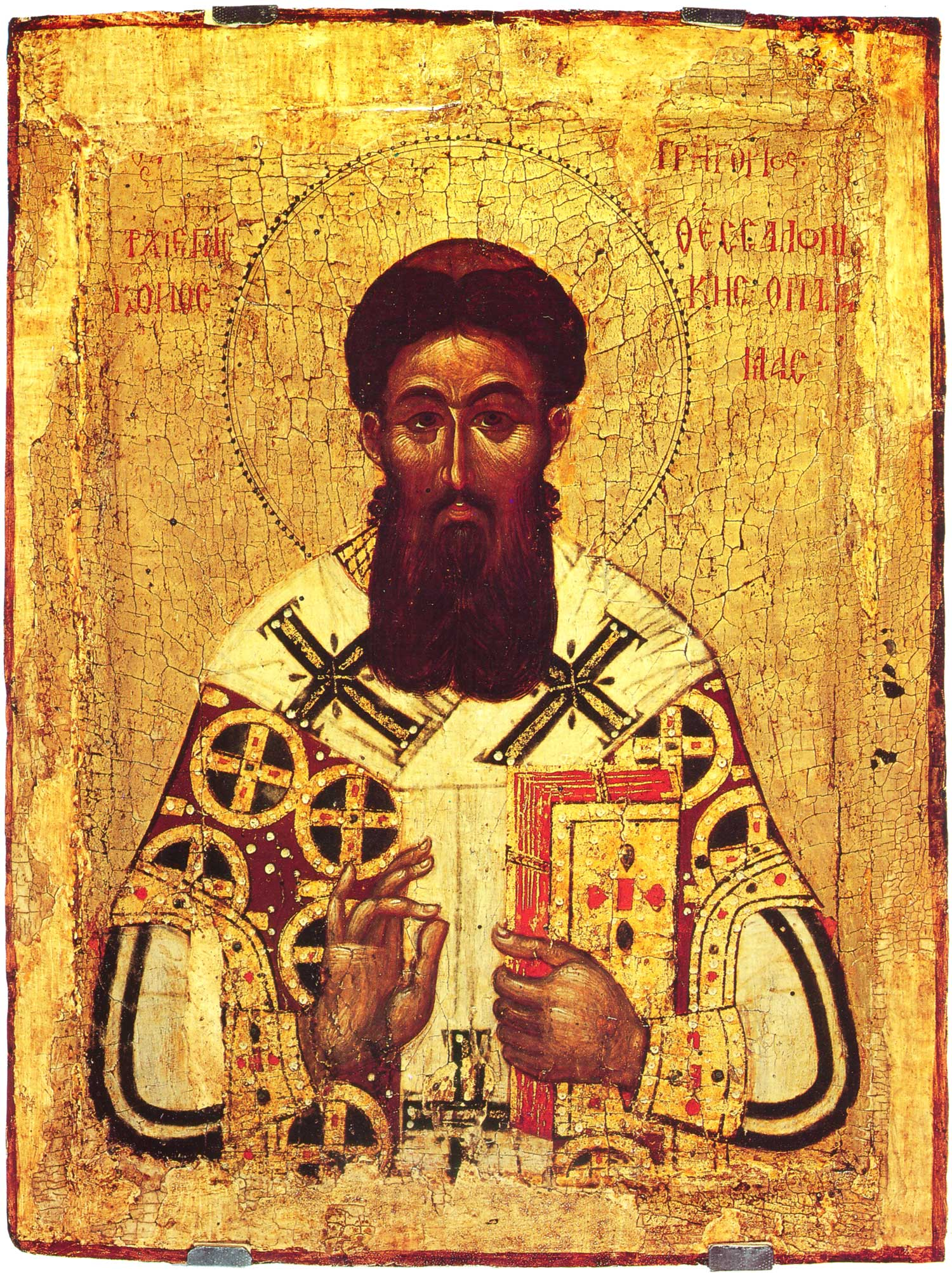

اللاهوت السلبي (بالإنجليزية: Apophatic theology)‏ هو الحديث عن الإله من حيث نفي صفات النقص عنه، «ليس كمثله شيء» أو «سبحان الله» أي تنزه عن صفات النقص في ذاته وصفاته وأسمائه وأفعاله، فهو يستند إلى استحالة فهم الإنسان ماهيَّة الله واستحالة تحديد صفاته كما هو في ذاته، ولكن بمقدور المرء فقط إدراك ما هو ليس عليه. ومن هذا الاتجاه نجد أن من أسماء الله القدوس وتعني كمال التنزيه عن النقص. ويقابله اللاهوت الإيجابي وهو وصف الإله بصفات إيجابية فنقول هو حي عليم قادر، مثلًا. وعبارة سبحان الله وبحمده، تجمع السلب بالتسبيح والإيجاب بالحمد.